# Xu Qiliang
Pour les articles homonymes, voir Xu.
Xu Qiliang (chinois simplifié : 许其亮 ; pinyin : Xǔ Qíliàng), né dans le xian de Linqu (Shandong) le 29 mars 1950 et mort le 2 juin 2025 à Pékin, est un militaire et homme politique chinois, général de l'Armée populaire de libération (APL) de la république populaire de Chine.
Il est le deuxième vice-président de la Commission militaire centrale chinoise entre 2012 et 2017, puis premier vice-président de la Commission après avoir été le commandant des forces aériennes de l'APL entre 2007 et 2012.